# Bistum Viana do Castelo
Das Bistum Viana do Castelo (lateinisch Dioecesis Vianensis Castelli, portugiesisch Diocese de Viana do Castelo) ist eine in Portugal gelegene römisch-katholische Diözese mit Sitz in Viana do Castelo.

## Geschichte
Das Bistum Viana do Castelo wurde am 3. November 1977 durch Papst Paul VI. mit der Apostolischen Konstitution Ad aptiorem aus Gebietsabtretungen des Erzbistums Braga errichtet und diesem als Suffraganbistum unterstellt.

## Bischöfe von Viana do Castelo
- Júlio Tavares Rebimbas, 1977–1982, dann Bischof von Porto
- Armindo Lopes Coelho, 1982–1997, dann Bischof von Porto
- José Augusto Martins Fernandes Pedreira, 1997–2010
- Anacleto Cordeiro Gonçalves de Oliveira, 2010–2020
- João Evangelista Pimentel Lavrador, seit 2021